# Parnassius arctica
Parnassius arctica är en fjärilsart som först beskrevs av Curt Eisner 1968.  Parnassius arctica ingår i släktet Parnassius och familjen riddarfjärilar. Inga underarter finns listade i Catalogue of Life.